# Choroba de Chassaignaca
Uzasadnienie:  Oba artykuły opisują tzw "łokieć piastunki"
Choroba de Chassaignaca (łokieć piastunki) – podwichnięcie głowy kości promieniowej na skutek siły działającej osiowo, z następczym zwichnięciem fragmentu więzadła obrączkowatego i jego interpozycji między powierzchniami stawowymi głowy kości promieniowej i główki kości ramiennej. Uraz dotyczy głównie dzieci, gdyż mechanizm jego powstawania polega na silnym pociągnięciu kończyny górnej, szarpnięciu za wyprostowaną rękę dziecka zagrożonego upadkiem. Dochodzi wtedy do urazu więzadła pierścieniowatego kości promieniowej (ligamentum anulare radii).
Objawy:
- ból w okolicy łokcia,
- przymusowe ustawienie kończyny górnej w lekkim zgięciu w stawie łokciowym,
- ból uciskowy w okolicy głowy kości promieniowej.

Leczenie polega na odprowadzeniu głowy kości promieniowej pod więzadło pierścieniowate (w znieczuleniu). W przypadku podwichnięcia bez uszkodzenia więzadła, możliwa jest także repozycja kości promieniowej – odprowadzenie jej pod więzadło – przez zabieg manualny, co nie wymaga znieczulenia.